# Rolf Tibblin

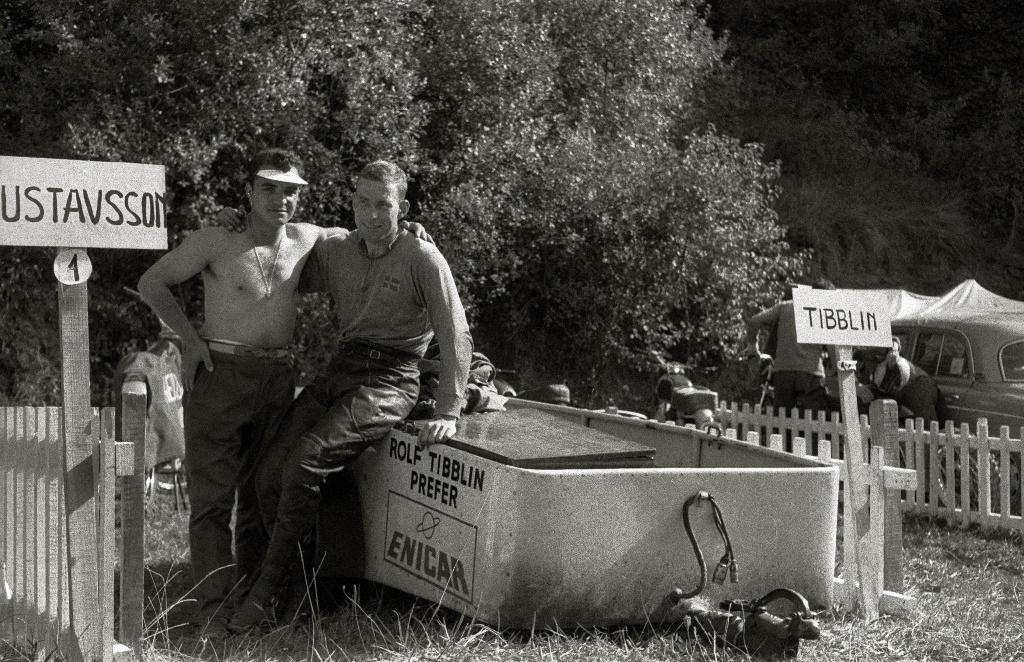
Rolf Tibblin (rechts) in 1963

Rolf Tibblin (Stockholm, 7 mei 1937) is een Zweeds voormalig motorcrosser.

## Carrière
In 1959 won Tibblin het Europees Kampioenschap motorcross 250cc, rijdend voor Husqvarna. In 1961 en 1962 maakte hij deel uit van het winnende Zweedse team in de Motorcross der Naties. Hij behaalde de wereldtitel in het Wereldkampioenschap motorcross 500cc in 1962 en 1963. Hij werd vice-wereldkampioen achter Jeff Smith in 1964, voor hij overschakelde naar CZ in 1965. Dat jaar eindigde hij derde achter Smith en Paul Friedrichs. In 1966 werd hij opnieuw vice-wereldkampioen, ditmaal achter Friedrichs.
Tibblin nam ook deel aan de Baja 1000 in 1972, die hij wist te winnen. Nadat hij zijn carrière beëindigde, runde Tibblin het Husqvarna International Training Centre in Carlsbad, Californië halverwege de jaren 70 toen motorcross enorm populair werd in de Verenigde Staten.

## Palmares
- 1961: Winnaar Motorcross der Naties
- 1962: Wereldkampioen 500cc
- 1962: Winnaar Motorcross der Naties
- 1963: Wereldkampioen 500cc
- 1972: Winnaar Baja 1000